# 格里高爾·溫寧

格里高尔·卡尔·温宁（1964年3月21日—）出生于威斯特法利亚，德国神经学家，以其在帕金森病和非典型帕金森病，尤其是多系统萎缩（multiple system atrophy，MSA）方面的临床和科学研究工作而闻名。2006年，他被任命为因斯布鲁克医科大学临床神经生物学系主任和教授。

## 早期生活和教育
格里高尔·卡尔·温宁出生于1964年3月21日，父亲卡尔·海因茨·温宁是一名教师，母亲伊丽莎白·温宁(née Terwort)是一名秘书。 他的一个兄弟马丁·温宁是德国教堂音乐家和作曲家。
预科毕业后，他作为德国人民学习基金会的奖学金获得者，在明斯特（威斯特法伦）的威尔海姆大学学习医学（1983-1990）。他于1991年完成了学业，发表了一篇关于运动系统退行性改变的论文，以最优异的成绩获得博士学位。
1992年到1994年，他获得了英国帕金森病协会的研究奖学金，成为伦敦神经病学研究所(皇后广场)的临床研究员和博士生，在那里他开展了MSA有关实验、临床和神经病理学方面的工作。1996年1月，他在伦敦大学完成了MSA研究，获哲学博士学位。论文题目为"多系统萎缩的临床-病理及动物实验研究"。
1997年至1999年，他在因斯布鲁克大学诊所完成临床培训，成为一名神经病学和精神病学专家。随后他在因斯布鲁克神经内科建立了一个被国际上认可的MSA研究项目。1999年，他被任命为因斯布鲁克大学医学院神经病学副教授。

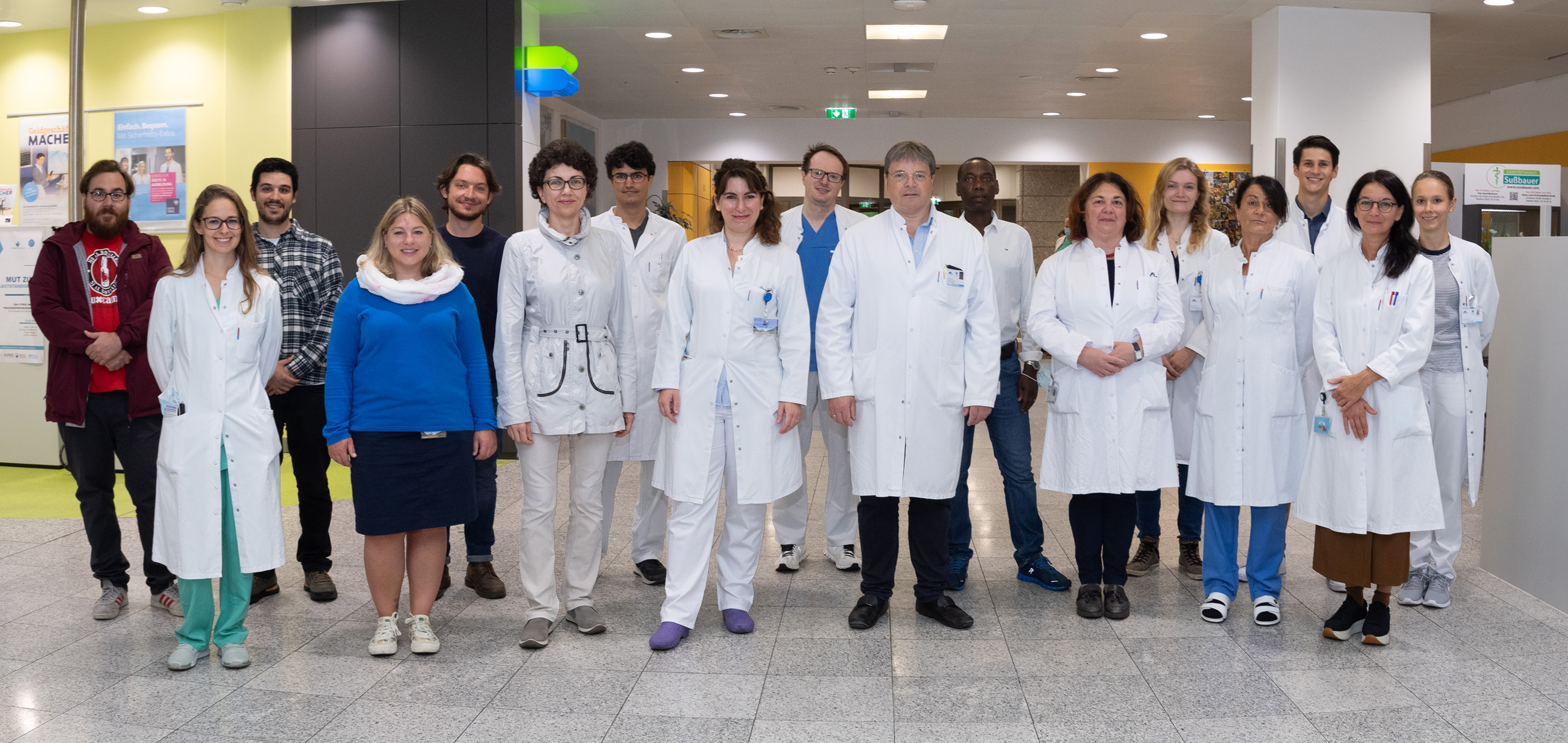
Division of Neurobiology of the Medical University of Innsbruck

2006年，他被任命为因斯布鲁克医科大学 （页面存档备份，存于）神经内科临床神经生物学教授和神经生物学系 （页面存档备份，存于）主任。2007年，他被蒂罗尔州霍尔的一所私立卫生服务、医疗信息和技术大学(UMIT)授予“卫生经济学硕士”学位。2018年，温宁教授被任命为因斯布鲁克医科大学自主神经功能障碍中心 （页面存档备份，存于）主任。

## 工作成就
温宁教授主要致力于帕金森综合征，特别是多系统萎缩相关研究。除了帕金森综合症和痴呆，他还开展了自主神经紊乱相关的治疗和研究工作。为此，奥地利于2000年建立了第一个用于诊断神经循环障碍的倾斜台实验室。
他的研究成果攻克了MSA和帕金森病诊断和鉴别诊断的困境。这些疾病有时具有非常相似的症状，在神经成像工具的帮助下，鉴别这些疾病的过程已得到显著提高。
作为他实验室工作的一部分，温宁教授开发了许多实验动物模型，以更好地理解这种疾病的生物学机制。他研发了首个MSA转基因模型，该模型结合了遗传因素和神经毒性病变，模拟了MSA这种疾病在人类中的发展方式，已经引起了国际上的广泛关注。
作为欧洲MSA研究小组 （页面存档备份，存于）的联合创始主任和协调人员，温宁教授领导了一个由欧洲和以色列的24个MSA中心组成的联盟，目标是推动准确的诊断标志物和转化治疗研究。
2012年，温宁教授创建了第一个专门致力于MSA的全球研究网络 （页面存档备份，存于）。2015年,他成为卡尔·戈尔瑟基金会 （页面存档备份，存于）的主席(Facebook （页面存档备份，存于）)，其旨在促进发现非典型帕金森病修正疗法。第一个Bishop Golser奖颁发给了维克拉姆·库拉纳博士(哈佛医学院)和伽柏·科瓦奇博士(多伦多大学)，表彰他们2018年在神经退行性疾病领域具有里程碑意义的重要发现。2020年，1997年因发现朊病毒而获得诺贝尔奖的斯坦利-普西纳教授，因其对MSA中致病性突触蛋白朊病毒的特征描述而被授予Bishop Golser奖。
2019年，他被任命为美国MSA联盟 （页面存档备份，存于）的科学顾问委员会主席，这是迄今为止世界上最大的慈善组织，支持了超过 40个MSA研究项目。2019年，他被任命为因斯布鲁克大学医学院的理事会成员。2021年9月，他加入MSA联盟董事会，领导全球医疗和科学事务。
除了他的医学和科学工作外，温宁教授还因他的哲学著作和论文，尤其是关于圣奥古斯丁的教义，使其声名鹊起。2011年6月，他受到教皇本笃十六世的接见，并赠送了一座南蒂罗尔州的圣奥古斯丁雕像和他撰写的三部奥古斯丁作品。

## 奖项和奖励
- 奖学金-德国国家奖学金基金会，1983-1990年
- 奖学金-英国帕金森氏病学会，1992-1994年
- 1998年奥地利帕金森氏病学会科学奖(首位获奖者)
- MSA研究奖-2004年oppenheimer研究奖(第一名)
- MSA研究奖- 2014年JiePie Schouppe奖 （页面存档备份，存于）(第一名获奖者)
- 2016年Stephen Myers就职演讲，巴尔的摩，美国
- 2017年MSA全体会议演讲，AAS纽波特比奇, CA, USA
- 2017年Tiroler Ärztekammer的Dr Johannes Tuba 奖
- 2020年JP Schouppe终身成就
- 2020年维特根斯坦奖提名者

## 海外奖学金
- 英国伦敦皇后广场神经病学研究所(1992-1994年)
- 美国贝塞斯达国立卫生研究院/国立卫生研究院神经流行病学处(1996年)
- 英国伦敦皇后广场国立神经病学和神经外科医院自主功能实验室(2000年)
- 英国加的夫大学生物科学学院，脑修复小组(2004/07)
- 德国隆德，瓦伦堡神经科学中心，恢复性神经学部(2005/04)
- 加拿大多伦多西部综合医院(2008/07)

## 重要出版物
- Wenning et al. Brain 1994;117-835-845 （页面存档备份，存于）
- Wenning et al. Ann Neurol 1997,42:95-107 （页面存档备份，存于）
- Wenning et al. Lancet Neurol 2004; 3(2):93-103
- Wenning et al. Ann Neurol 2008;64:239-46 （页面存档备份，存于）
- Wenning et al. Lancet Neurol 2013;12:264-74 （页面存档备份，存于）
- Fanciulli & Wenning. N Engl J Med 2015; 372(3):249-63 （页面存档备份，存于）
- Krismer & Wenning. Nat Rev Neurol 2017; 17(13): 232-243 （页面存档备份，存于）
- 发表600篇同行评议论文
- 被引次数30000次
- H指数88
- >250次应邀在国际会议和部门研讨会上发言